# Wedige von der Schulenburg (Politiker)
Wedige von der Schulenburg (* 9. Mai 1945 in Beetzendorf, Sachsen-Anhalt; † 16. Januar 2021 in Minden) war ein deutscher Politiker (CDU) und langjähriges Mitglied der Bremischen Bürgerschaft.

## Biografie
Von der Schulenburg stammte aus dem altmärkischen Adelsgeschlecht Schulenburg. Er war der Sohn des Offiziers Wedige von der Schulenburg (1896–1977) und Enkel des preußischen Landrats und Politikers Werner von der Schulenburg (1841–1913).

### Ausbildung und Beruf
Von der Schulenburg absolvierte von 1965 bis 1968 eine kaufmännische Lehre bei der Firma Siemens. Bis 1980 war er bei Siemens in Bremen tätig, zuletzt als Vertriebsleiter. Er war nach seiner Tätigkeit in der Politik von 1987 bis 1997 Geschäftsführer der ATEC Handelsgesellschaft mbH in Bremen.

### Politik
Von der Schulenburg war Mitglied in der CDU, zumeist in Bremen-Oberneuland. Von 1973 bis 1977 war er Vorsitzender der Jungen Union in Bremen. Von 1980 bis 1983 fungierte er als Generalsekretär der CDU Bremen. Von 1980 bis 1987 war er Geschäftsführer des damals CDU-nahen Weser-Reports. Er war Vorsitzender der Seniorenunion der CDU in Bremen und Mitglied im Kreisvorstand seiner Partei. Er betrieb 2011 gegen Thomas Röwekamp die Initiative in der CDU zur Neuwahl eines neuen Landesvorsitzenden durch die Parteimitglieder.
Von 1971 bis 1999 war er 28 Jahre lang Mitglied der Bremischen Bürgerschaft und in verschiedenen Deputationen und Ausschüssen der Bürgerschaft tätig. Von 1979 bis 1983 war er Vorsitzender des Petitionsausschusses und von 1983 bis 1991 Vizepräsident der Bürgerschaft. Er war 32 Jahre Mitglied der Innendeputation. Nach der Abgeordnetenzeit war er noch von 1999 bis 2003 Mitglied der Innendeputation und von 2003 bis 2007 Mitglied der Wirtschaftsdeputation.

### Mitgliedschaften
- Petra- und Dieter Frese-Stiftung, Mitglied im Vorstand und Geschäftsführer
- Förderkreis Overnigelant

Von der Schulenberg starb an den Folgen einer Erkrankung an COVID-19, die er sich bei einem Reha-Aufenthalt in Bad Oeynhausen zugezogen hatte.